# Sergej Sevost'janov
Sergej Sevost'janov, traslitterato anche in Sergei Sevastianov, Sergey Sevostianov e Serguei Sevostianov (in russo Сергей Александрович Севостьянов?; Valujki, 5 ottobre 1960), è un ex atleta paralimpico russo non vedente.

## Biografia
Nato il 5 ottobre 1960 a Valujki, nell'Oblast' di Belgorod, ha esordito alle Paralimpiadi nel 1988 e ha continuato a gareggiare fino al 2008. Sino al 2000 ha gareggiato nella velocità (100 metri piani), nel salto in lungo, nel salto triplo e nel pentathlon; in seguito si è concentrato sui salti.
Il bilancio atletico di Sevost'janov è molto significativo: 11 medaglie paralimpiche in quattro specialità, di cui un argento e tre ori nel pentathlon. A Seul 1988 ha ottenuto tre medaglie d'argento concorrendo per l'Unione Sovietica; a Barcellona 1992, per la Squadra Unificata, ha raggiunto due volte il gradino più alto del podio, oltre a un argento e un quinto posto; ad Atlanta 1996, per la Russia, ha meritato un argento e un oro; a Sydney 2000, oltre a due piazzamenti, ha nuovamente raggiunto l'oro nel pentathlon; ad Atene 2004 sono arrivati due bronzi, gli unici della sua carriera alle Paralimpiadi; infine ha ottenuto due piazzamenti alle Paralimpiadi di Pechino nel 2008.

## Palmarès
| Anno                                      | Manifestazione       | Sede       | Evento             | Risultato | Prestazione | Note |
| ----------------------------------------- | -------------------- | ---------- | ------------------ | --------- | ----------- | ---- |
| In rappresentanza dell' Unione Sovietica  |                      |            |                    |           |             |      |
| 1988                                      | Giochi paralimpici   | Seul       | 100 m piani B1     | Argento   | 11"89       |      |
| 1988                                      | Giochi paralimpici   | Seul       | Salto triplo B1    | Argento   | 8,95 m      |      |
| 1988                                      | Giochi paralimpici   | Seul       | Pentathlon B1      | Argento   | 2 358 p.    |      |
| In rappresentanza della Squadra Unificata |                      |            |                    |           |             |      |
| 1992                                      | Giochi paralimpici   | Barcellona | 100 m piani B1     | Oro       | 11"83       |      |
| 1992                                      | Giochi paralimpici   | Barcellona | Salto in lungo B1  | 5º        | 5,95 m      |      |
| 1992                                      | Giochi paralimpici   | Barcellona | Salto triplo B1    | Argento   | 12,90 m     |      |
| 1992                                      | Giochi paralimpici   | Barcellona | Pentathlon B1      | Oro       | 2 562 p.    |      |
| In rappresentanza della Russia            |                      |            |                    |           |             |      |
| 1996                                      | Giochi paralimpici   | Atlanta    | Salto in lungo F10 | Argento   | 6,21 m      |      |
| 1996                                      | Giochi paralimpici   | Atlanta    | Pentathlon P10     | Oro       | 2 597 p.    |      |
| 2000                                      | Giochi paralimpici   | Sydney     | Salto in lungo F11 | 10º       | 3,17 m      |      |
| 2000                                      | Giochi paralimpici   | Sydney     | Salto triplo F11   | 4º        | 11,76 m     |      |
| 2000                                      | Giochi paralimpici   | Sydney     | Pentathlon P11     | Oro       | 2 627 p.    |      |
| 2002                                      | Mondiali paralimpici | Lilla      | Salto in lungo F11 | 6º        |             |      |
| 2002                                      | Mondiali paralimpici | Lilla      | Salto triplo F11   | 7º        |             |      |
| 2004                                      | Giochi paralimpici   | Atene      | Salto in lungo F11 | Bronzo    | 6,10 m      |      |
| 2004                                      | Giochi paralimpici   | Atene      | Salto triplo F11   | Bronzo    | 12,63 m     |      |
| 2006                                      | Mondiali paralimpici | Assen      | Salto in lungo F11 | 4º        |             |      |
| 2006                                      | Mondiali paralimpici | Assen      | Salto triplo F11   | 6º        |             |      |
| 2008                                      | Giochi paralimpici   | Pechino    | Salto in lungo F11 | 9º        | 5,25 m      |      |
| 2008                                      | Giochi paralimpici   | Pechino    | Salto triplo F11   | 6º        | 11,92 m     |      |

## Onorificenze
- Per i risultati di Barcellona 1992 l'Ordine del Coraggio (3 dicembre 1992)[2]
- Per i risultati di Atlanta 1996 l'Ordine dell'Amicizia (3 dicembre 1996)[3]
- Per i risultati di Sydney 2000 l'Ordine d'Onore (6 aprile 2002)[4]
- Medaglia dell'Ordine al Merito alla Patria II grado (10 agosto 2006)[5]